# A-Nord
A-Nord ist die Bezeichnung eines Leitungsvorhabens als Hochspannungs-Gleichstrom-Übertragung (HGÜ) im Rahmen des Netzentwicklungsplans (NEP) der Bundesrepublik Deutschland. A-Nord wird als Erdkabel in neuer Trasse ausgeführt. Das Vorhaben wird von dem Übertragungsnetzbetreiber Amprion getragen und soll zwischen Emden in Niedersachsen und Meerbusch-Osterath in Nordrhein-Westfalen verlaufen.

## Bedarf

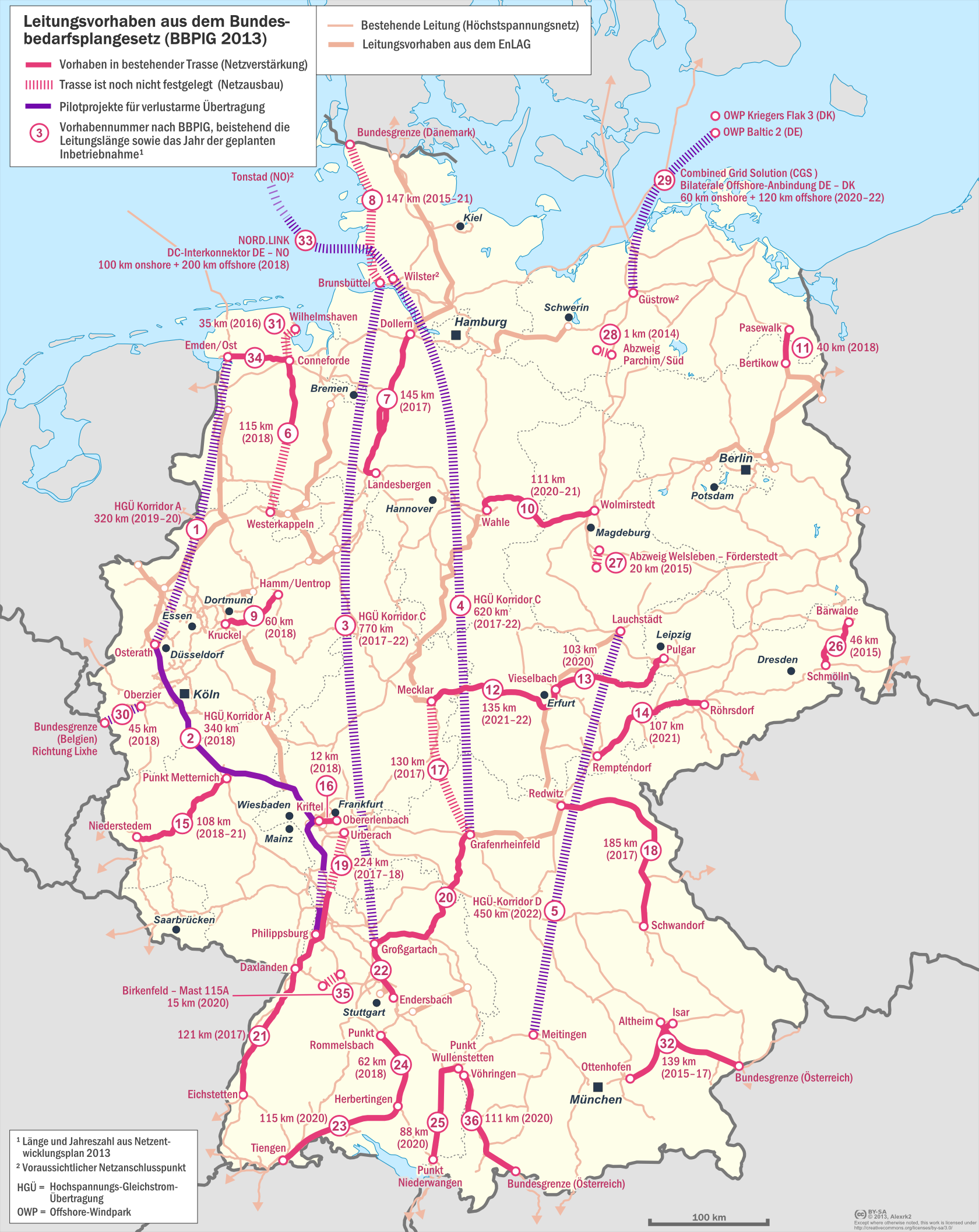
Karte der BBPlG-Vorhaben (Stand 2013). A-Nord trägt die Nummer 1.

Zusammen mit dem HGÜ-Leitungsvorhaben Ultranet bildet A-Nord den sogenannten Korridor A. Der Korridor A ist eine geplante Nord-Süd-Verbindung zur verlustarmen Übertragung hoher Leistungen über große Entfernungen, die die vorwiegend in Norddeutschland erzeugte Windenergie aus Onshore- und Offshore-Windparks in den Westen und Süden Deutschlands transportieren soll. Weiterhin sollen konventionelle Kraftwerkskapazitäten in Westdeutschland (überwiegend Braunkohlekraftwerke, bis zum Ausstieg aus der Kohleverstromung in Deutschland) sowie Energieerzeugung aus Photovoltaik (Schwerpunkt in Süddeutschland) besser angebunden werden. Die HGÜ-Verbindung soll die bestehenden Wechselstrom-Hochspannungsleitungen entlasten. Insgesamt besteht der Korridor aus zwei Vorhaben: dem nördlichen Vorhaben A-Nord (Emden bis Osterath) und dem südlichen Vorhaben Ultranet (Osterath bis Philippsburg). Mit dem Bundesbedarfsplangesetz von 2013 wurden die energiewirtschaftliche Notwendigkeit und der vordringliche Bedarf u. a. von A-Nord und Ultranet gesetzlich bestimmt. Dort ist A-Nord das Leitungsbauvorhaben Nummer 1.

## Planung
Endpunkte der HGÜ-Leitung A-Nord sind die Netzverknüpfungspunkte Emden Ost in Niedersachsen und Osterath in Nordrhein-Westfalen. Es ist gesetzlich festgelegt, die HGÜ-Leitung in ihrer gesamten Länge von etwa 300 km als Erdkabel auszuführen.
Das zweistufige Genehmigungsverfahren der Bundesnetzagentur sieht gemäß Netzausbaubeschleunigungsgesetz Übertragungsnetz (NABEG) folgende Schritte vor:
1. Schritt: Bundesfachplanung zur Festlegung eines Trassenkorridors
2. Schritt: Planfeststellungsverfahren zur Festlegung einer konkreten Trasse (innerhalb des Trassenkorridors)

Die mit Stand 2019 geplanten Kosten für die HGÜ-Verbindung werden mit 2 Milliarden Euro angegeben.

### Bundesfachplanung
Die Bundesfachplanung sieht als wesentliche Bestandteile die Erstellung einer Raumverträglichkeitsstudie (RVS) und die Durchführung einer Strategischen Umweltprüfung (SUP) vor. Als ersten Schritt richtet die Bundesnetzagentur im Rahmen der Bundesfachplanung je nach Bedarf oder Komplexität des Vorhabens eine oder mehrere öffentliche Antragskonferenzen aus.
A-Nord von Emden nach Osterath ist verfahrenstechnisch in sechs (vorher: vier) Abschnitte gegliedert. Für alle Abschnitte der Trasse wurde im ersten Quartal 2018 der Antrag auf Bundesfachplanung gestellt. Die Bundesfachplanung legt einen 1000 m breiten Trassenkorridor fest, indem die 24 m breite Erdkabelverbindung dann feingeplant werden kann. Am 30. Juli 2021 hatte die Bundesnetzagentur den Trassenkorridor vollständig festgelegt.
Auf dem Abschnitt zwischen Emden und Lingen wird Amprion die Trasse mit den Offshore-HGÜ-Systemen BorWin4 und DolWin4 in Parallelführung bündeln.
|   | Abschnitt                                                                             | Bundesländer        | Trassenlänge in km | Status                      |
| - | ------------------------------------------------------------------------------------- | ------------------- | ------------------ | --------------------------- |
| 1 | Emden Ost – Emden Ost – Landkreisgrenze Leer/Emsland                                  | Niedersachsen       | 32                 | Trassenkorridor entschieden |
| 2 | Landkreisgrenze Leer/Emsland – Gemeindegrenze Wietmarschen/Nordhorn                   | Niedersachsen       | 75                 | Trassenkorridor entschieden |
| 3 | Gemeindegrenze Wietmarschen/Nordhorn – Landesgrenze Niedersachsen/Nordrhein-Westfalen | Niedersachsen       | 30                 | Trassenkorridor entschieden |
| 4 | Landesgrenze Niedersachsen/Nordrhein-Westfalen – Kreisgrenze Borken/Wesel             | Nordrhein-Westfalen | 70                 | Trassenkorridor entschieden |
| 5 | Kreisgrenze Borken/Wesel – Kreisgrenze Kleve/Wesel                                    | Nordrhein-Westfalen | 32                 | Trassenkorridor entschieden |
| 6 | Kreisgrenze Kleve/Wesel – Osterath                                                    | Nordrhein-Westfalen | 58                 | Trassenkorridor entschieden |

### Planfeststellungsverfahren
Nach Abschluss der Bundesfachplanung kann das Planfeststellungsverfahren durch den Netzbetreiber beantragt werden, in dessen Rahmen die exakten Trassenverläufe und die technische Ausgestaltung verbindlich genehmigt werden. Zuständige Behörde ist die Bundesnetzagentur, die in dem Verfahren die Träger öffentlicher Belange sowie Verbände (auch Naturschutzorganisationen) und betroffene Privatpersonen beteiligt.
Die Bundesnetzagentur hat den Antrag der Amprion auf vorzeitigen Baubeginn auf in vier niedersächsischen Bereichen (auf einer Strecke von ca. 6000 Metern) am 19. Oktober 2023 genehmigt. Der Planfeststellungsbeschluss der Bundesnetzagentur für den Abschnitt NDS2 erging am 29. Mai 2024.
|   | Abschnitt                                                                             | Status                                  |
| - | ------------------------------------------------------------------------------------- | --------------------------------------- |
| 1 | Emden Ost – Emden Ost – Landkreisgrenze Leer/Emsland                                  | Festlegung des Untersuchungsrahmens     |
| 2 | Landkreisgrenze Leer/Emsland – Gemeindegrenze Wietmarschen/Nordhorn                   | 29. Mai 2024: Trassenverlauf festgelegt |
| 3 | Gemeindegrenze Wietmarschen/Nordhorn – Landesgrenze Niedersachsen/Nordrhein-Westfalen | Festlegung des Untersuchungsrahmens     |
| 4 | Landesgrenze Niedersachsen/Nordrhein-Westfalen – Kreisgrenze Borken/Wesel             | Festlegung des Untersuchungsrahmens     |
| 5 | Kreisgrenze Borken/Wesel – Kreisgrenze Kleve/Wesel                                    | Festlegung des Untersuchungsrahmens     |
| 6 | Kreisgrenze Kleve/Wesel – Osterath                                                    | Festlegung des Untersuchungsrahmens     |

## Konverter
An den beiden Endpunkten der Übertragungsleitung werden Konverter errichtet, die den Gleichstrom in Wechselstrom umwandeln. Die mit IGBTs bestückten Stromrichter sollen in der Nähe der Umspannanlage Osterath und in der Nähe der Umspannanlage Emden Ost entstehen. Die Übertragungsleistung soll 2 Gigawatt bei einer Betriebsspannung von 380 Kilovolt betragen.

### Standort Emden
In Emden bei Borssum befindet sich bereits eine Umspannanlage der Tennet TSO mit Konverterstationen für mehrere Nordsee-Offshore-HGÜ-Systeme. Für den Standort des Amprion-Konverters in Emden wurde im Frühjahr 2019 eine geeignete Fläche zirka einen Kilometer weiter östlich gefunden. Ein zuvor favorisierter Standort im Emder Hafen hat sich in einer Machbarkeitsstudie als technisch ungeeignet herausgestellt. Der Vorbescheid nach Bundes-Immissionsschutzgesetz durch das Gewerbeaufsichtsamt Emden wurde 2020 erteilt, der Bau des Konverters begann 2023.

## Bauausführung und Inbetriebnahme
Im Oktober 2019 wurden mehr als 60 Probebohrungen entlang verschiedener Trassenvarianten durchgeführt, um die Bodenbeschaffenheit zu prüfen.
Amprion hat im Mai 2020 den beiden Herstellern Sumitomo und Prysmian den Zuschlag für die Lieferung und Verlegung der rund 600 Kilometer Erdkabel (ein System aus zwei Polkabeln à 300 km, kunststoffisoliert, 525 kV) beauftragt.
Der offizielle Baubeginn erfolgte unter Anwesenheit von u. a. Robert Habeck, Olaf Lies und Christian Meyer am 23. Oktober 2023 auf der Baustelle in Meppen.
Aktuell wird mit einer Inbetriebnahme für das Jahr 2027 gerechnet.